# Leichtathletik-Europameisterschaften 1990/10 km Gehen der Frauen

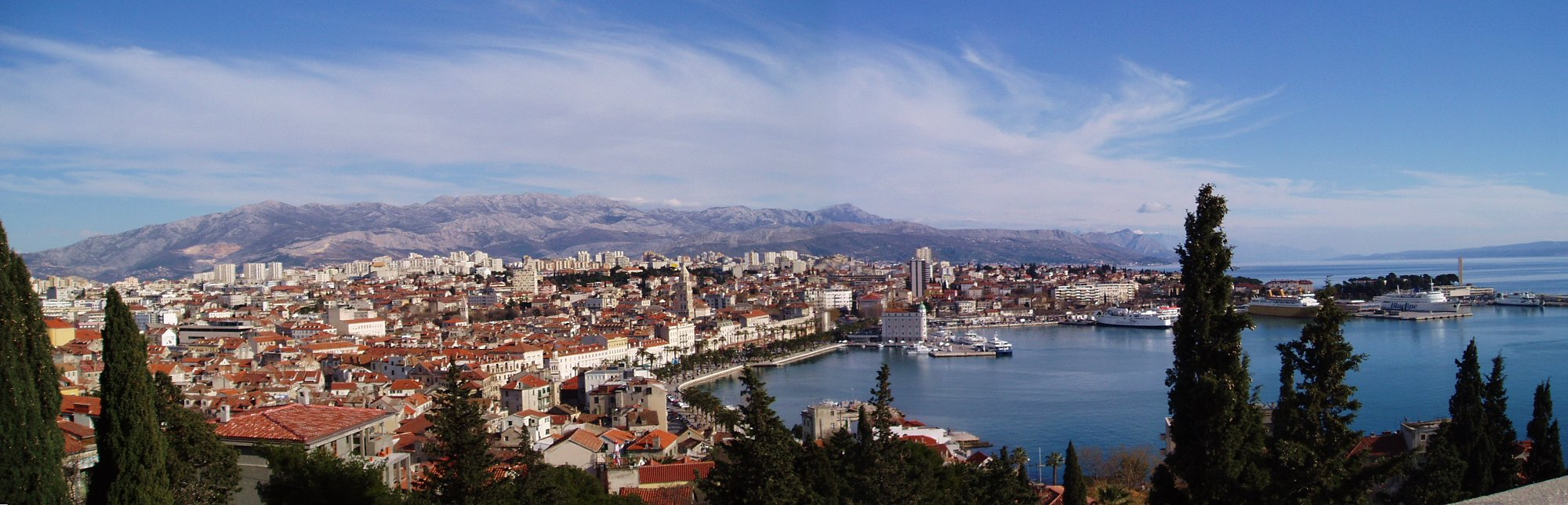
Panoramablick auf Split im Jahr 2006

Das 10-km-Gehen der Frauen bei den Leichtathletik-Europameisterschaften 1990 wurde am 29. August 1990 in den Straßen Splits ausgetragen.
In diesem Wettbewerb errangen die italienischen Geherinnen mit Gold und Bronze zwei Medaillen. Europameisterin wurde Annarita Sidoti. Sie gewann vor Olga Kardopolzewa aus der Sowjetunion. Bronze ging an Ileana Salvador.

## Rekorde / Bestleistungen
Anmerkung:

Rekorde wurden damals im Marathonlauf und Straßengehen wegen der unterschiedlichen Streckenbeschaffenheiten mit Ausnahme von Meisterschaftsrekorden nicht geführt.

### Bestehende Rekorde / Bestleistungen
| Weltbestzeit         | 41:30 min | Kerry Saxby-Junna | Canberra, Australien                    | 27. August 1988 |
| Europabestzeit       | 42:16 min | Alina Iwanowa     | Nawapolazk, Sowjetunion (heute Belarus) | 27. Mai 1989    |
| Meisterschaftsrekord | 46:09 min | Mari Cruz Díaz    | EM Stuttgart, BR Deutschland            | 26. August 1986 |

### Rekordverbesserung
Die italienische Europameisterin Annarita Sidoti verbesserte den bestehenden EM-Rekord im Wettbewerb am 29. August um 2:09 min auf 44:00 min. Zur Europabestzeit fehlten ihr 1:51 min, zur Weltbestzeit 2:30 min.

## Durchführung
Hier gab es keine Vorrunde, alle 24 Geherinnen traten gemeinsam zum Finale an.

## Legende
Kurze Übersicht zur Bedeutung der Symbolik – so üblicherweise auch in sonstigen Veröffentlichungen verwendet:
| CR  | Championshiprekord |
| DSQ | disqualifiziert    |

## Ergebnis

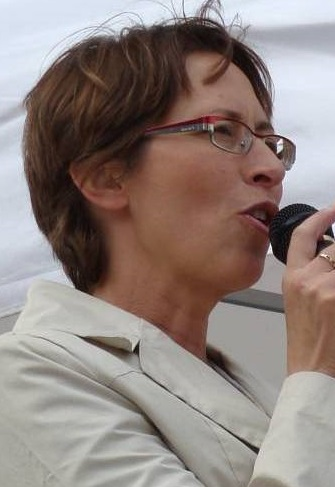
Die fünftplatzierte Sari Essayah ging nach ihrer sportlichen Laufbahn in die Politik
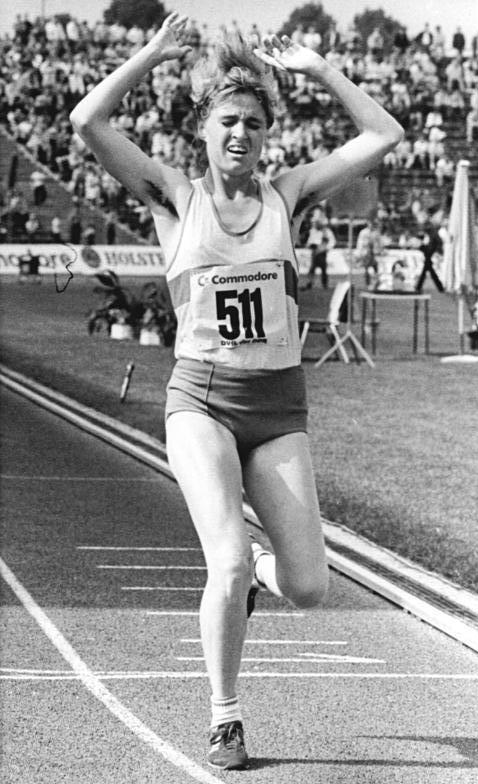
Beate Anders, spätere Beate Gummelt belegte Rang sechs

29. August 1990
| Platz | Name                 | Nation         | Zeit (min) |
| ----- | -------------------- | -------------- | ---------- |
| 1     | Annarita Sidoti      | Italien        | 44:00 CR   |
| 2     | Olga Kardopolzewa    | Sowjetunion    | 44:06      |
| 3     | Ileana Salvador      | Italien        | 44:38      |
| 4     | Tamara Kowalenko     | Sowjetunion    | 45:03      |
| 5     | Sari Essayah         | Finnland       | 45:10      |
| 6     | Beate Anders         | DDR            | 45:18      |
| 7     | María Reyes Sobrino  | Spanien        | 45:42      |
| 8     | Monica Gunnarsson    | Schweden       | 45:48      |
| 9     | Mária Rosza          | Ungarn         | 45:54      |
| 10    | Lisa Langford        | Großbritannien | 46:33      |
| 11    | Emilia Cano          | Spanien        | 46:43      |
| 12    | Pier Carola Pagani   | Italien        | 46:55      |
| 13    | Ildikó Ilyés         | Ungarn         | 47:17      |
| 14    | Teresa Palacios      | Spanien        | 47:30      |
| 15    | Betty Sworowski      | Großbritannien | 47:38      |
| 16    | Anikó Szebenszky     | Ungarn         | 47:46      |
| 17    | Madelein Svensson    | Schweden       | 48:19      |
| 18    | Nathalie Marchand    | Frankreich     | 48:28      |
| 19    | Andrea Brückmann     | BR Deutschland | 48:37      |
| 20    | Julie Drake          | Großbritannien | 49:26      |
| 21    | Isilda Gonçalves     | Portugal       | 50:49      |
| 22    | Victoria Oprea       | Rumänien       | 51:38      |
| 23    | Mirva Hämäläinen     | Finnland       | 55:52      |
| DSQ   | Nadeschda Rjaschkina | Sowjetunion    |            |

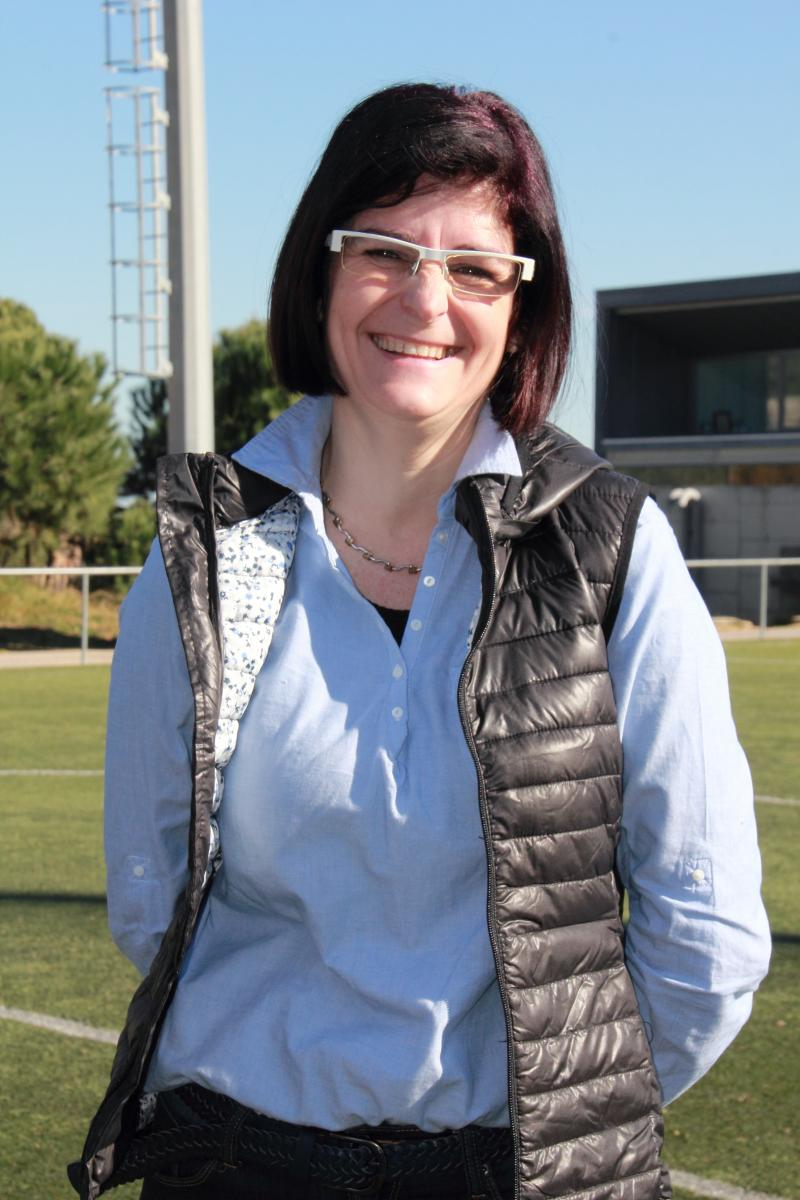
María Reyes Sobrino, 1986 EM-Fünfte, erreichte Platz sieben
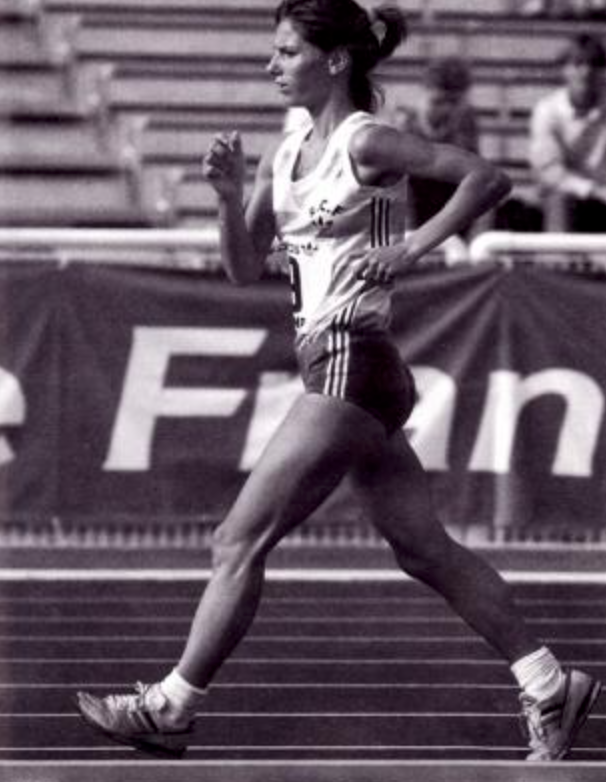
Nathalie Marchand, spätere Nathalie Fortain, kam auf den achtzehnten Platz